# The Poodles
The Poodles sind eine schwedische Hard-Rock-Band.

## Geschichte
Ihr erstes Album Metal Will Stand Tall wurde im Mai 2006 in Schweden und Finnland veröffentlicht. Die beiden Single-Auskopplungen des Albums Night of Passion und Metal Will Stand Tall erreichten nach kürzester Zeit Goldstatus und ersteres sogar Platin.
The Poodles nahmen am schwedischen Melodienfestival 2006 teil und belegten mit Night of Passion den zweiten Platz. Darauf veröffentlichten sie die Single Seven Seas und bald darauf am 25. April 2007 das zweite Album Sweet Trade.
Im Frühjahr 2007 tourten The Poodles mit Hammerfall und Krokus in Europa. Am 29. Juni 2007 spielten sie als Special Guest auf dem Tollwood-Festival in Deutschland mit Gotthard.
Von Mitte Oktober 2007 bis Anfang November 2007 tourten The Poodles als Support von Gotthard in Deutschland, um ihr neues Album Sweet Trade zu präsentieren, das am 19. September veröffentlicht wurde.
Nach ihrer ersten erfolgreichen Headlinertour verließ Ende April 2008 Gitarrist Pontus Norgren die Band, um bei Hammerfall zu spielen. Im Juni wurde der neue Gitarrist Henrik Bergqvist vorgestellt.

## Diskografie

### Alben
| Jahr | Titel                 | Höchstplatzierung, Gesamtwochen, AuszeichnungChartsChartplatzierungen (Jahr, Titel, Platzierungen, Wochen, Auszeichnungen, Anmerkungen) | Anmerkungen                              |
| Jahr | Titel                 | SE | Anmerkungen                              |
| ---- | --------------------- | --- | ---------------------------------------- |
| 2006 | Metal Will Stand Tall | SE4 (20 Wo.)SE |                                          |
| 2007 | Sweet Trade           | SE8 (12 Wo.)SE | Erstveröffentlichung: 28. September 2007 |
| 2009 | Clash of the Elements | SE5 (10 Wo.)SE | Erstveröffentlichung: 28. August 2009    |
| 2011 | Performocracy         | SE1 (7 Wo.)SE | Erstveröffentlichung: 15. April 2011     |
| 2013 | Tour de Force         | SE5 (4 Wo.)SE | Erstveröffentlichung: 17. Mai 2013       |
| 2015 | Devil in the Details  | SE27 (1 Wo.)SE | Erstveröffentlichung: 27. März 2015      |

Weitere Alben
- 2018: Prisma

### Livealben
| Jahr | Titel      | Höchstplatzierung, Gesamtwochen, AuszeichnungChartsChartplatzierungen (Jahr, Titel, Platzierungen, Wochen, Auszeichnungen, Anmerkungen) | Anmerkungen |
| Jahr | Titel      | SE | Anmerkungen |
| ---- | ---------- | --- | ----------- |
| 2010 | No Quarter | SE50 (1 Wo.)SE |             |

### Singles
| Jahr | Titel Album                            | Höchstplatzierung, Gesamtwochen, AuszeichnungChartsChartplatzierungen (Jahr, Titel, Album, Platzierungen, Wochen, Auszeichnungen, Anmerkungen) | Anmerkungen                                                         |
| Jahr | Titel Album                            | SE | Anmerkungen                                                         |
| ---- | -------------------------------------- | --- | ------------------------------------------------------------------- |
| 2006 | Night of Passion Metal Will Stand Tall | SE2 Platin · (21 Wo.)SE | Erstveröffentlichung: 13. März 2006                                 |
| 2006 | Metal Will Stand Tall                  | SE2 Gold · (18 Wo.)SE | Erstveröffentlichung: 7. Juni 2006 feat. Tess                       |
| 2006 | Song for You Metal Will Stand Tall     | SE7 Gold · (11 Wo.)SE |                                                                     |
| 2007 | Seven Seas Sweet Trade                 | SE10 Gold · (18 Wo.)SE | feat. Peter Stormare                                                |
| 2008 | Line of Fire –                         | SE3 (7 Wo.)SE | feat. E-Type                                                        |
| 2008 | Raise the Banner –                     | SE1 (7 Wo.)SE | Offizieller schwedischer Song für die Olympischen Sommerspiele 2008 |
| 2009 | One Out Of Ten –                       | SE10 (10 Wo.)SE |                                                                     |

Weitere Singles
- 2007: Streets of Fire (SE: ×2Doppelplatin )
- 2009: I Rule the Night
- 2013: 40 Days & 40 Nights
- 2013: Shut Up!